# Carlo Pellegrini
Pour les articles homonymes, voir Pellegrini.
Carlo Pellegrini, né le 25 mars 1839 à Capoue et mort le 22 janvier 1889 à Londres, est un dessinateur italien.
Il est principalement connu pour les caricatures qu'il publie sous les pseudonymes « Singe », puis « Ape », dans le magazine britannique Vanity Fair. De 1869 à sa mort, il réalise ainsi plus de deux mille portraits de célébrités de l'époque.

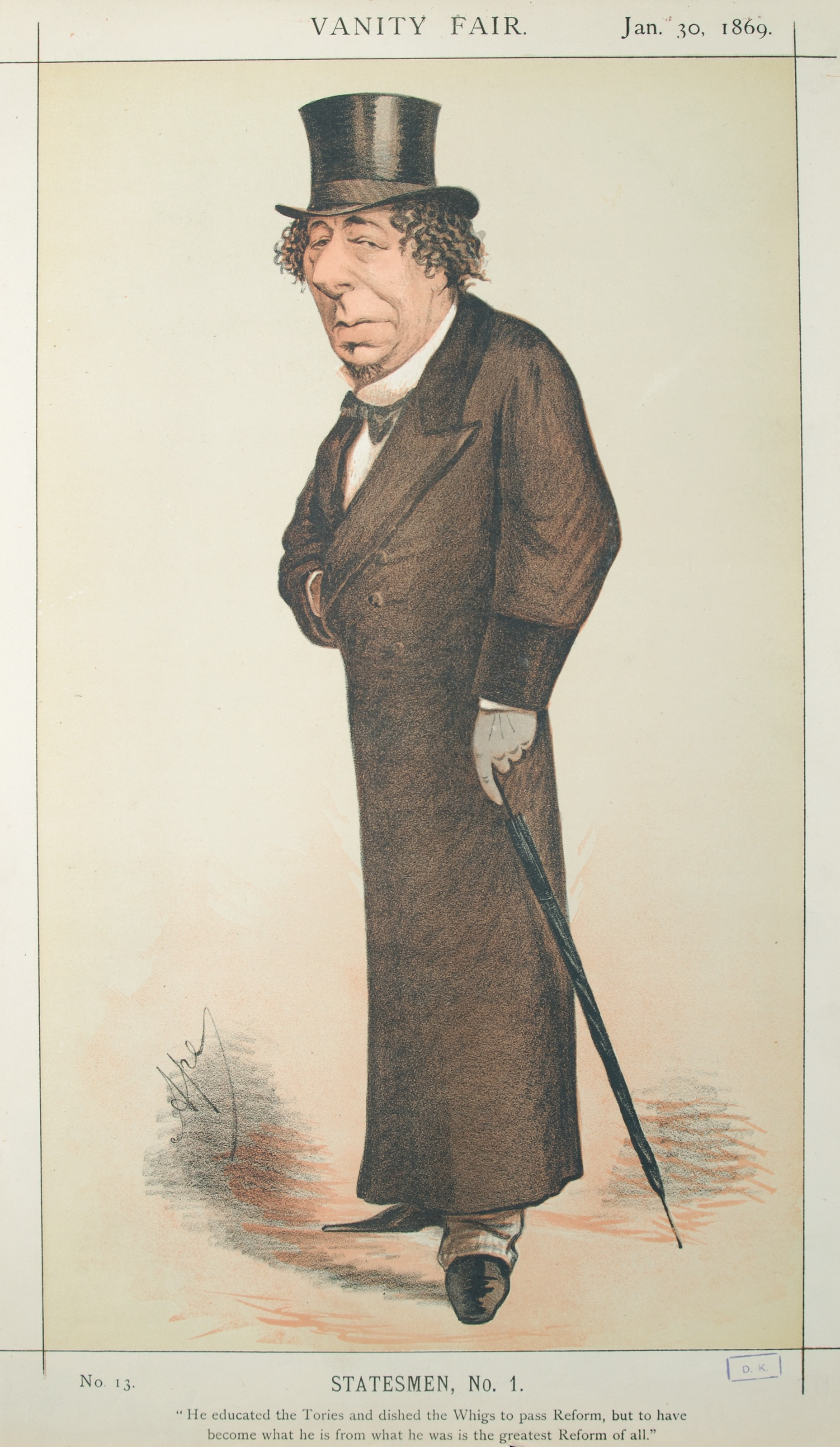
Benjamin Disraeli (1869)
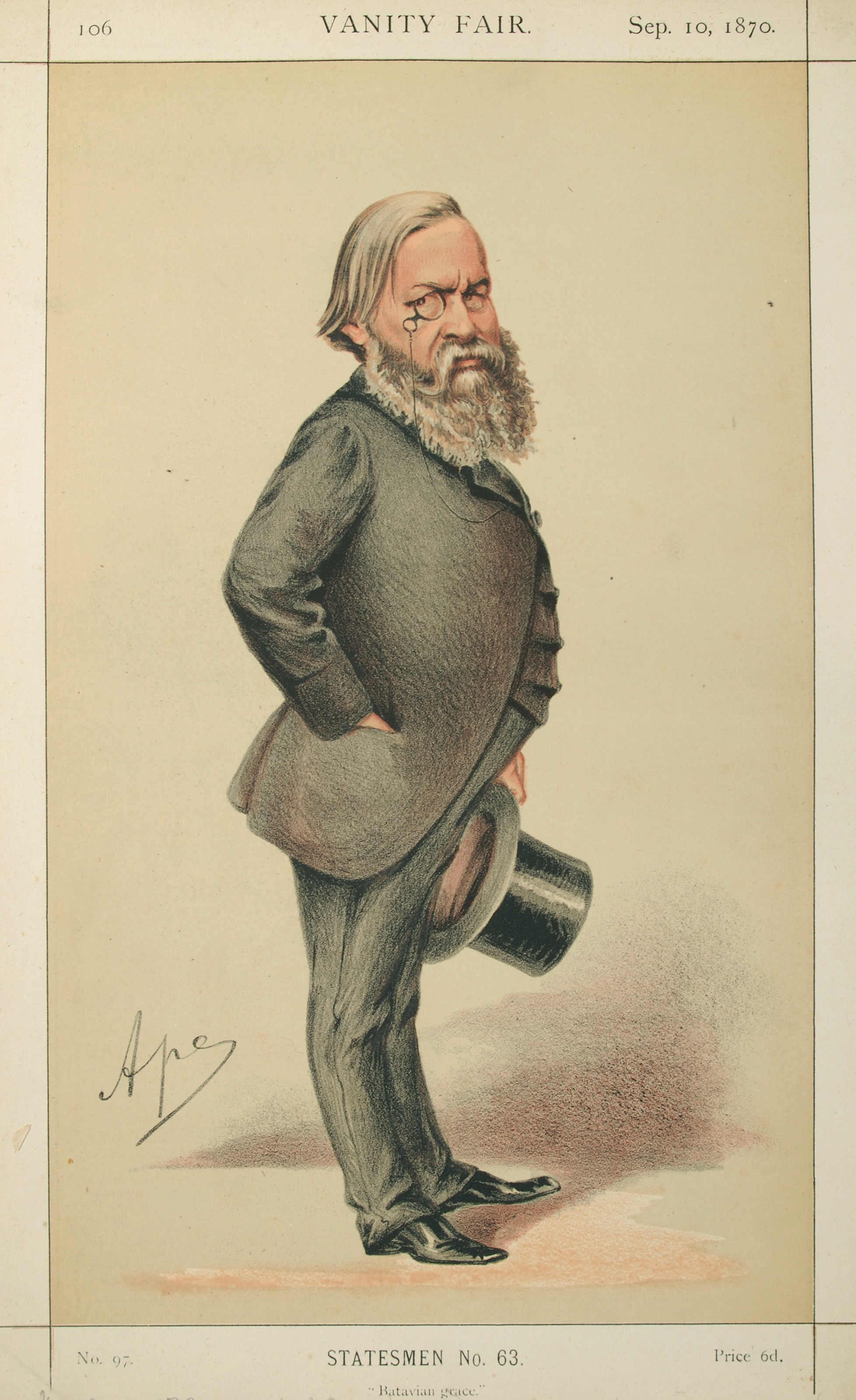
Alexander Beresford Hope (1870)
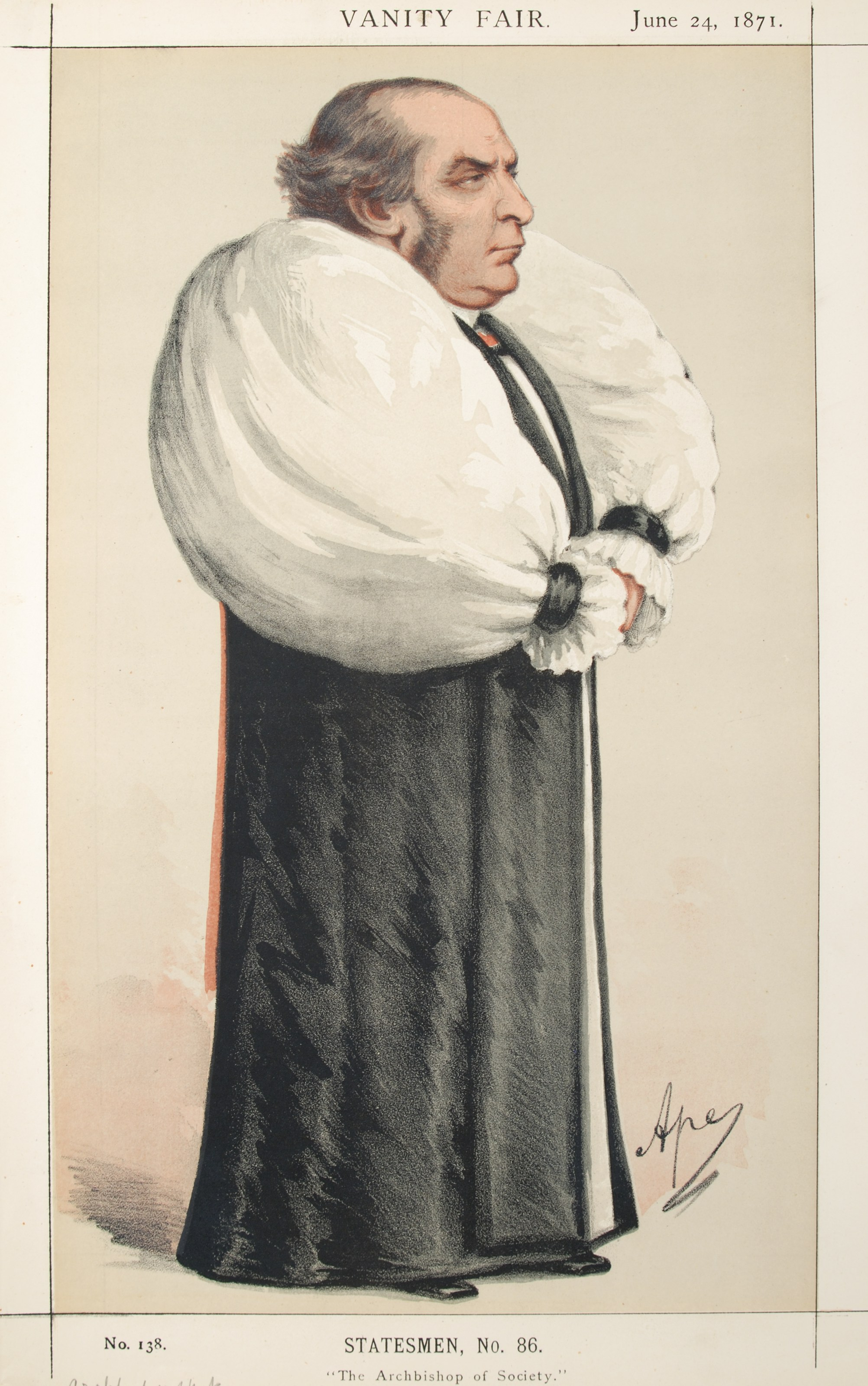
William Thomson (1871)
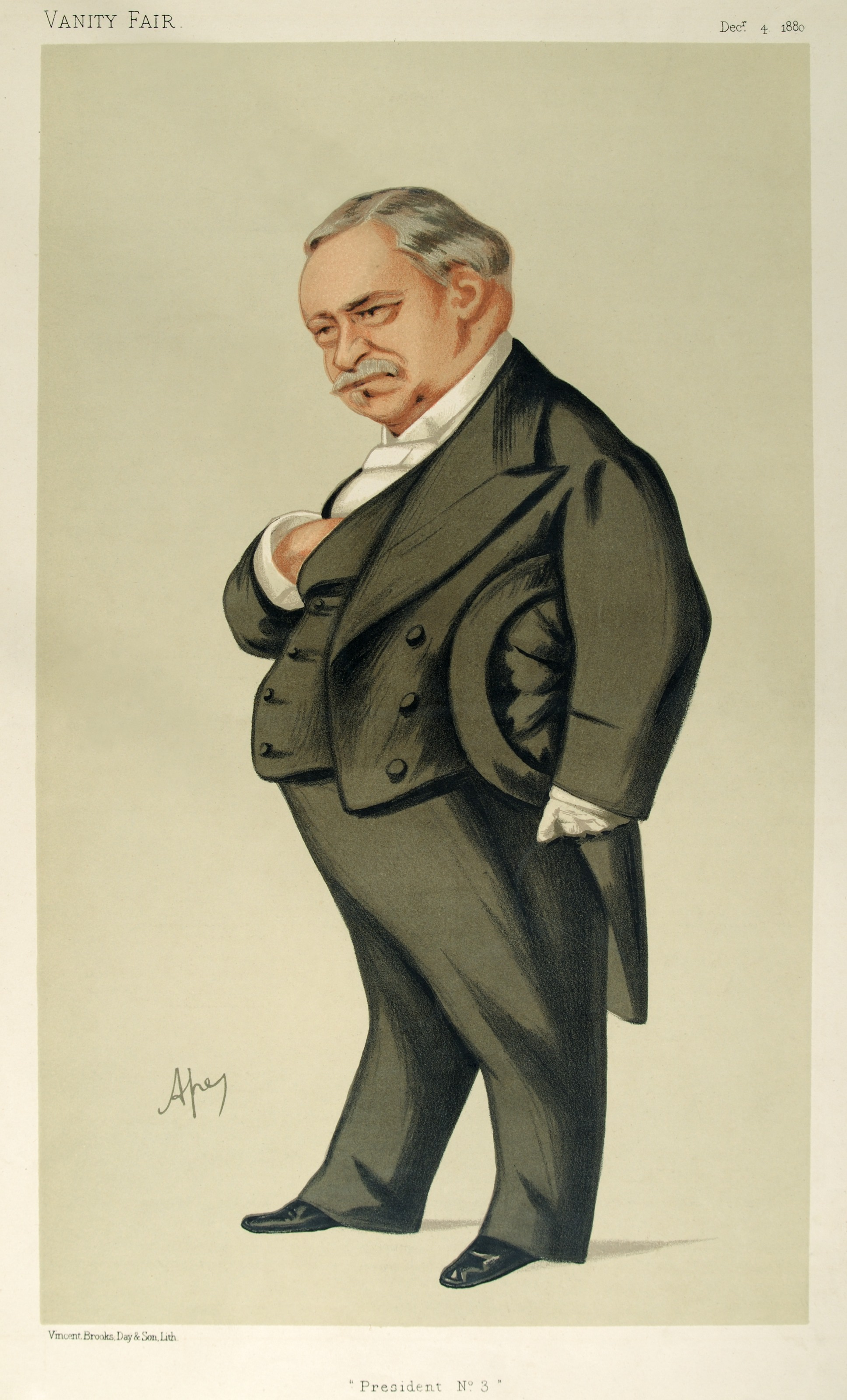
Léon Say (1880)
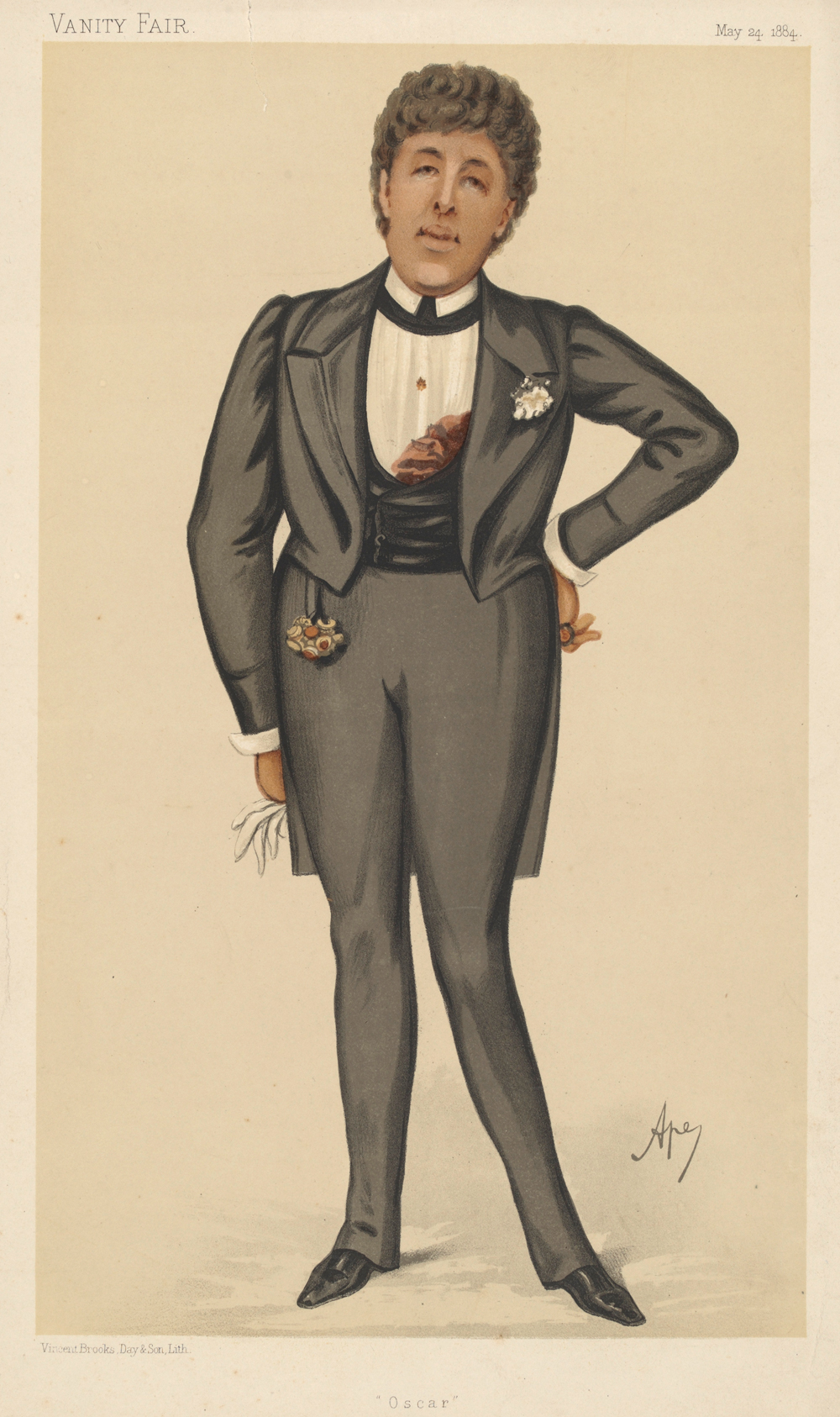
Oscar Wilde (1884)